# 百済王安宗
百済王 安宗（くだらのこにきし あんそう）は、平安時代初期の貴族。宮内大輔・百済王慈敬の孫で、従五位下・百済王仙助の子とする系図がある。官位は従五位上・安芸守。

## 経歴
仁明朝の承和14年（847年）従五位下に叙爵する。
文徳朝において仁寿3年（853年）安芸介、天安2年（858年）正月に安芸守と安芸国司を歴任し、この間の斉衡3年（856年）従五位上に叙せられている。天安2年（858年）4月11日に赴任先の安芸国にて卒去。最終官位は安芸守従五位上。

## 官歴
『六国史』による。
- 時期不詳：正六位上
- 承和14年（847年） 正月7日：従五位下
- 仁寿3年（853年） 正月16日：安芸介
- 斉衡3年（856年） 正月7日：従五位上
- 天安2年（858年） 正月16日：安芸守。4月11日：卒去（安芸守従五位上）